# NGC 1042
NGC 1042 је спирална галаксија у сазвежђу Кит која се налази на NGC листи објеката дубоког неба.
Деклинација објекта је - 8° 26' 3" а ректасцензија 2h 40m 23,9s. Привидна величина (магнитуда) објекта NGC 1042 износи 11,0 а фотографска магнитуда 11,7. Налази се на удаљености од 16,7000 милиона парсека од Сунца. NGC 1042 је још познат и под ознакама MCG -2-7-54, IRAS 02379-0838, PGC 10122.